# ブルレスケ
ブルレスケ（ドイツ語: Burleske, 複数形 ドイツ語: Burlesken）は、クラシック音楽の楽種の一つである。元来の意味は英語のバーレスク（burlesque）に同じで、ユーモアと辛辣さを兼ね備えた、剽軽でおどけた性格の楽曲を指す。

## 略歴・概要
マクダウェルやレーガーのピアノ曲、マーラーの交響曲 第9番、ショスタコーヴィチのヴァイオリン協奏曲 第1番などの楽章名に見受けられるが、単独のブルレスケとして最も有名なものはリヒャルト・シュトラウスの初期のピアノ協奏曲である。
リヒャルト・シュトラウスは1886年にピアノと管弦楽のための《ブルレスケ ニ短調》を作曲した。青年時代の作品であり、作風や曲想においてブラームスに触発されたことが窺われる。当初は《ピアノと管弦楽のためのスケルツォ》と題され、ハンス・フォン・ビューローに献呈された。しかしながらビューローは、あまりに演奏が至難であることを理由にこの作品の演奏を拒否している。初演は1890年6月21日にアイゼナハの音楽祭で行われた。指揮は作曲者本人であり、独奏者はリストの高弟オイゲン・ダルベールであった。
自由なソナタ形式による単独楽章の作品だが、演奏に約20分を要する。ラフマニノフを彷彿させるような、目のくらむような大変至難なカデンツァが後半に控えている。ピアノの他にティンパニの見せ場も多いことで知られ、冒頭から最後までの要所要所でピアノ、管弦楽と掛け合いを繰り広げる。はじめはティンパニとオーケストラの掛け合いの序奏のあと、ピアノが挑むように華々しく力強く現れる。ピアノが派手な分散オクターブで駆け下りたり、華々しい活躍を見せて技巧をちりばめる。最後はピアノの華麗な上昇でしずかに消えていくのだが、大変荒々しさの印象が残る作品。
グレン・グールド、ルドルフ・ゼルキン、クラウディオ・アラウ、マルタ・アルゲリッチなどが演奏を残している。